# Anon (film)
Anon is een Amerikaanse sciencefiction-thriller uit 2018 onder regie van Andrew Niccol.

## Verhaal
In de nabije toekomst bestaat de wereld uit een technologie, waarbij de mensheid geen privacy meer kent. Als rechercheur Sal Frieland op zoek is naar een seriemoordenaar die uit alle visuele bestanden is gewist, leidt zijn speurtocht naar een mysterieuze jonge vrouw zonder een digitale voetafdruk.

## Rolverdeling
- Clive Owen als rechercheur Sal Frieland
- Amanda Seyfried als de mysterieuze jonge vrouw
- Colm Feore als rechercheur Charles Gattis
- Sonya Walger als Kristen
- Mark O'Brien als Cyrus Frear
- Joe Pingue als Lester Goodman
- Iddo Goldberg als Joseph Kenik
- Sebastian Pigott als rechrcheur Vardy
- Rachel Roberts als Cassandra

## Productie
Op 28 januari 2016 werd Clive Owen gecast voor de mannelijke hoofdrol. Op 8 maart 2016 werd Amanda Seyfried toegevoegd aan de cast voor de vrouwelijke hoofdrol. De belangrijkste opnames begonnen begin september 2016 in New York, waar vooral werd gefilmd in de wolkenkrabber 33 Thomas Street in TriBeCa.

## Release en ontvangst
De film werd op 4 mei 2018 gelanceerd op Netflix. De film ontving op Rotten Tomatoes 39% goede reviews, gebaseerd op 36 beoordelingen, met een gemiddelde waardering van 5,3/10. Op Metacritic werd de film beoordeeld met een metascore van 54/100, gebaseerd op 11 critici.